# 鋼の錬金術師 THE BEST
『鋼の錬金術師 THE BEST』（はがねのれんきんじゅつし ザ・ベスト）は、日本のオムニバスアルバムである。2012年2月29日発売。

## 概要
漫画家の荒川弘による漫画『鋼の錬金術師』を原作として2003年に放送されたテレビアニメ化作品『鋼の錬金術師』、2009年に放送された再テレビアニメ化作品『鋼の錬金術師 FULLMETAL ALCHEMIST』の主題歌、両アニメの劇場版、テレビゲームのテーマソングなどを集めたコンピレーションCDである。
ジャケットには荒川による描き下ろしイラストが使用されたほか、初回限定版には同じく描き下ろしのイラスト・ピンナップが封入された。また、先着購入特典として告知ポスターが配布された。

## 収録曲
DISC:1
1. メリッサ / ポルノグラフィティ
（作詞：新藤晴一、作曲：ak.homma）
2. 消せない罪 / 北出菜奈
（作詞：北出菜奈 作曲：西川進）
3. READY STEADY GO / L'Arc～en～Ciel
（作詞：hyde / 作曲：tetsu / 編曲：L'Arc〜en〜Ciel & Hajime Okano）
4. 扉の向こうへ / YeLLOW Generation
（作詞：YeLLOW Generation、作曲：森元康介、編曲：長岡成貢）
5. UNDO / COOL JOKE
（作詞・作曲：石川ヒロヤ、編曲：弥吉淳二）
6. Motherland / Crystal Kay
（作詞：H.U.B.／作曲：YANAGIMAN／編曲：松原憲）
7. リライト / ASIAN KUNG-FU GENERATION
（作詞・作曲：後藤正文、編曲：ASIAN KUNG-FU GENERATION）
8. I Will / Sowelu
（作詞：藤林聖子　作曲：鈴木哲彦、十川知司）
9. 悲しみのキズ / 北出菜奈
（作詞：北出菜奈　作曲：山口寛雄　編曲：西川進）
スクウェア・エニックスゲーム「鋼の錬金術師3 神を継ぐ少女」テーマソング
10. Link / L'Arc〜en〜Ciel
（作詞：hyde / 作曲：tetsu / 編曲：L'Arc〜en〜Ciel & Akira Nishihira）
松竹配給映画『劇場版 鋼の錬金術師 シャンバラを征く者』オープニングテーマ
11. LOST HEAVEN / L'Arc〜en〜Ciel
（作詞：hyde / 作曲：ken / 編曲：L'Arc〜en〜Ciel & Hajime Okano）
松竹配給映画『劇場版 鋼の錬金術師 シャンバラを征く者』エンディングテーマ

DISC:2
1. again / YUI
（作詞・作曲：YUI 編曲：近藤ひさし）
2. 嘘 / シド
（作詞：マオ 作曲：ゆうや 編曲：シド・西平彰）
3. ホログラム / NICO Touches the Walls
（作詞・作曲：光村龍哉　編曲：亀田誠治・NICO Touches the Walls）
4. LET IT OUT  / 福原美穂
（作詞：福原美穂／作曲：福原美穂、山口寛雄／編曲：安原兵衛）
5. ゴールデンタイムラバー / スキマスイッチ
（作詞・作曲・編曲：スキマスイッチ）
6. つないだ手 / Lil'B
（作詞：AILA / 作曲・編曲：黒光雄輝）
7. Period / CHEMISTRY
（作詞：川畑要　作曲：Jonas Myrin、Peter Kvint、江上浩太郎　編曲：板垣祐介）
8. 瞬間センチメンタル / SCANDAL
（作詞：SCANDAL・小林夏海　作曲：田鹿祐一　編曲：川口圭太）
9. レイン / シド
（作詞：マオ、作曲：ゆうや、編曲：シド・西平彰）
10. RAY OF LIGHT / 中川翔子
（作詞：中川翔子、作曲：鈴木健太朗・木村篤史、編曲：島田昌典）
11. ドラマ / シド
（作詞：マオ　作曲：御恵明希）
Wii専用ゲームソフト『鋼の錬金術師 FULLMETAL ALCHEMIST -暁の王子-』テーマソング
12. Chasing hearts / miwa
（作詞・作曲：miwa　編曲：Naoki-T）
映画『鋼の錬金術師 嘆きの丘の聖なる星』オープニングテーマ
13. GOOD LUCK MY WAY / L'Arc〜en〜Ciel
（作詞：hyde / 作曲：tetsuya / 編曲：L'Arc〜en〜Ciel & Akira Nishihira）
映画『鋼の錬金術師 嘆きの丘の聖なる星』主題歌